# Masada
Masada (hebr. ‏מצדה‎ Mecada; zlatynizowana forma מצודה – „forteca”) – nazwa starożytnej twierdzy żydowskiej położonej na szczycie samotnego płaskowyżu na wschodnim skraju Pustyni Judejskiej nad Morzem Martwym w Izraelu. Dostęp do płaskiego szczytu w kształcie rombu jest trudny, a twierdzy bronią strome kilkusetmetrowe zbocza – do 410 metrów ponad poziom Morza Martwego.
Obecnie można na szczyt Masady wejść pieszo lub wjechać kolejką linową.

## Historia

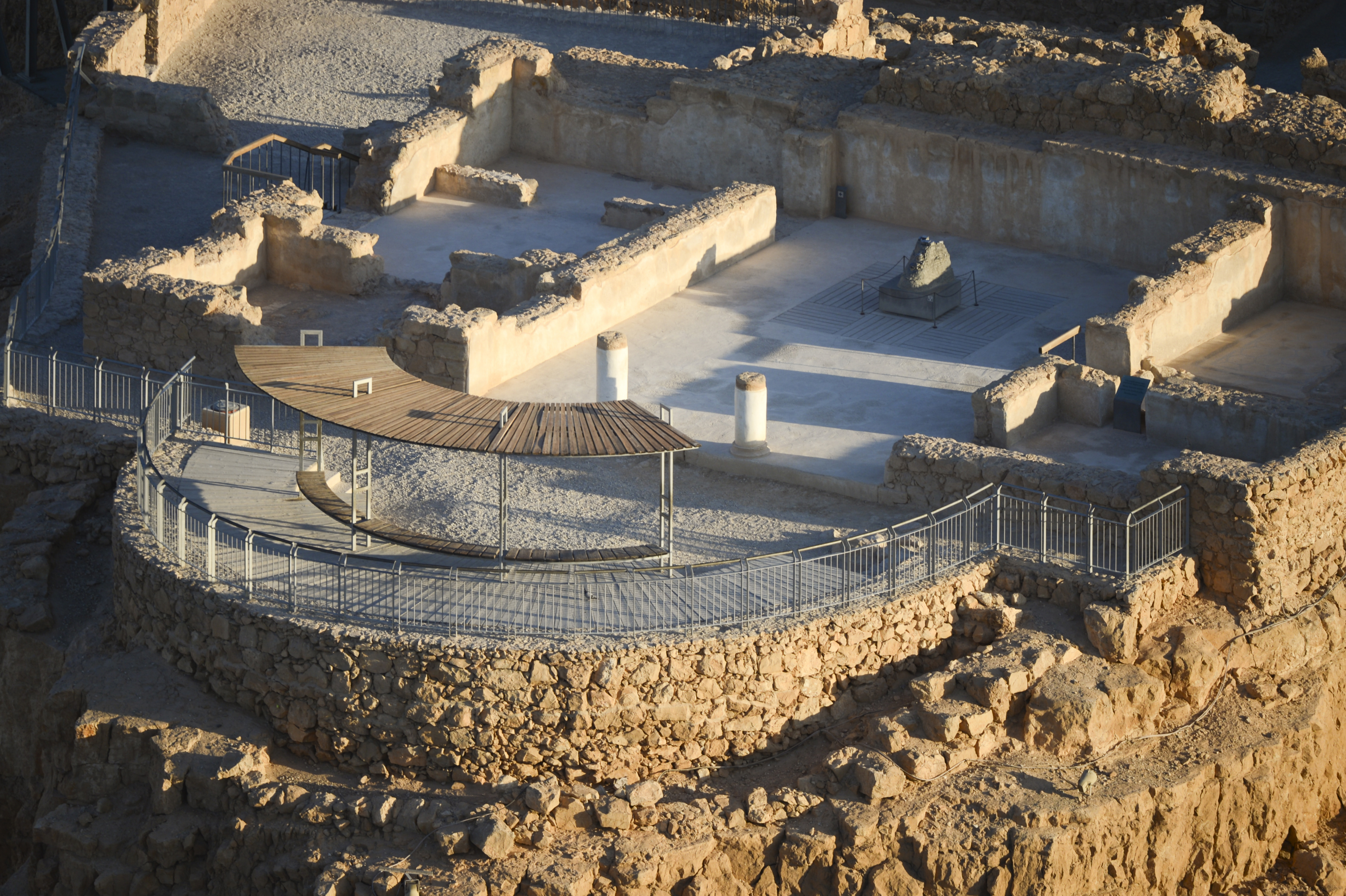
Górny taras Pałacu Zachodniego

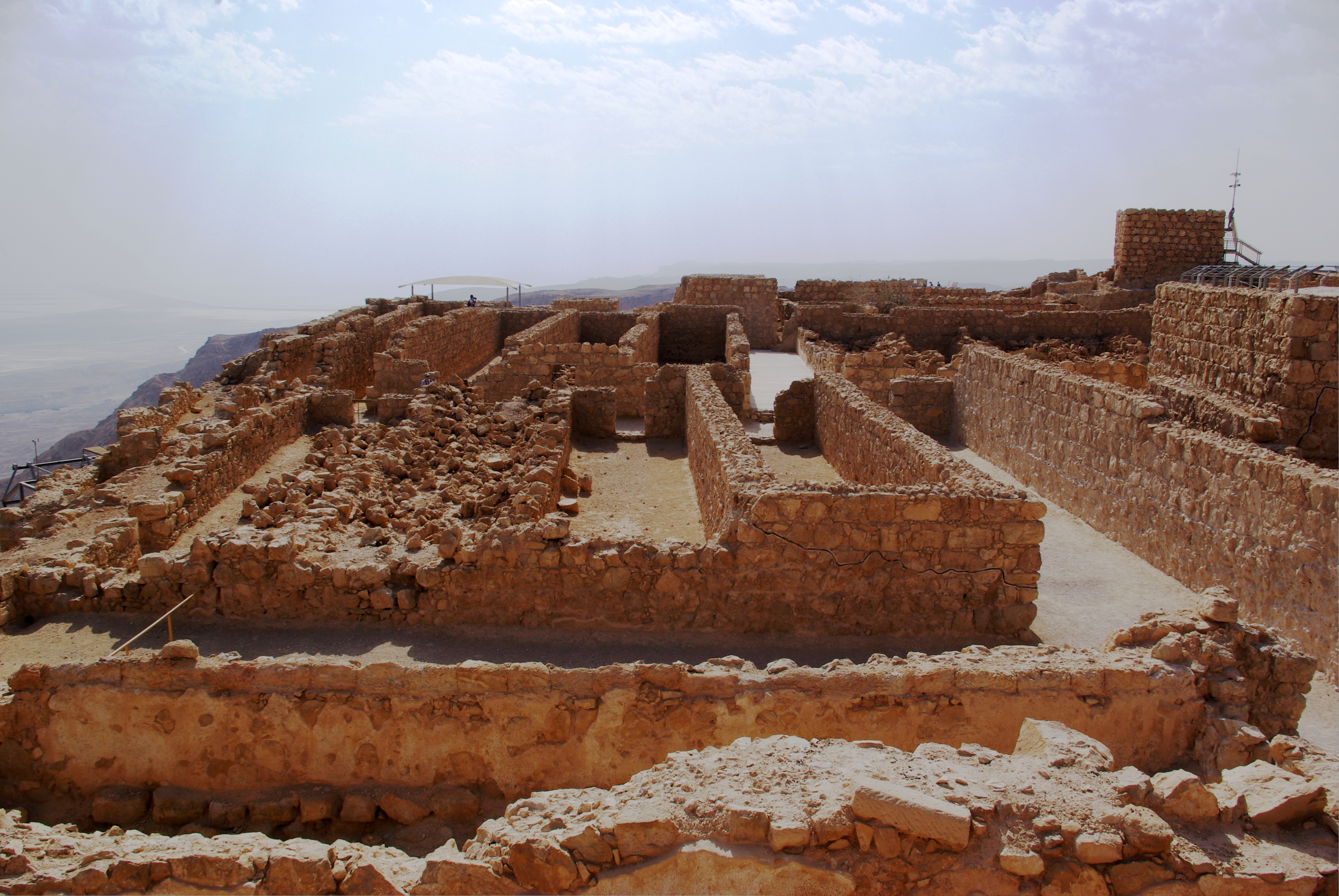
Pozostałości zabudowań twierdzy

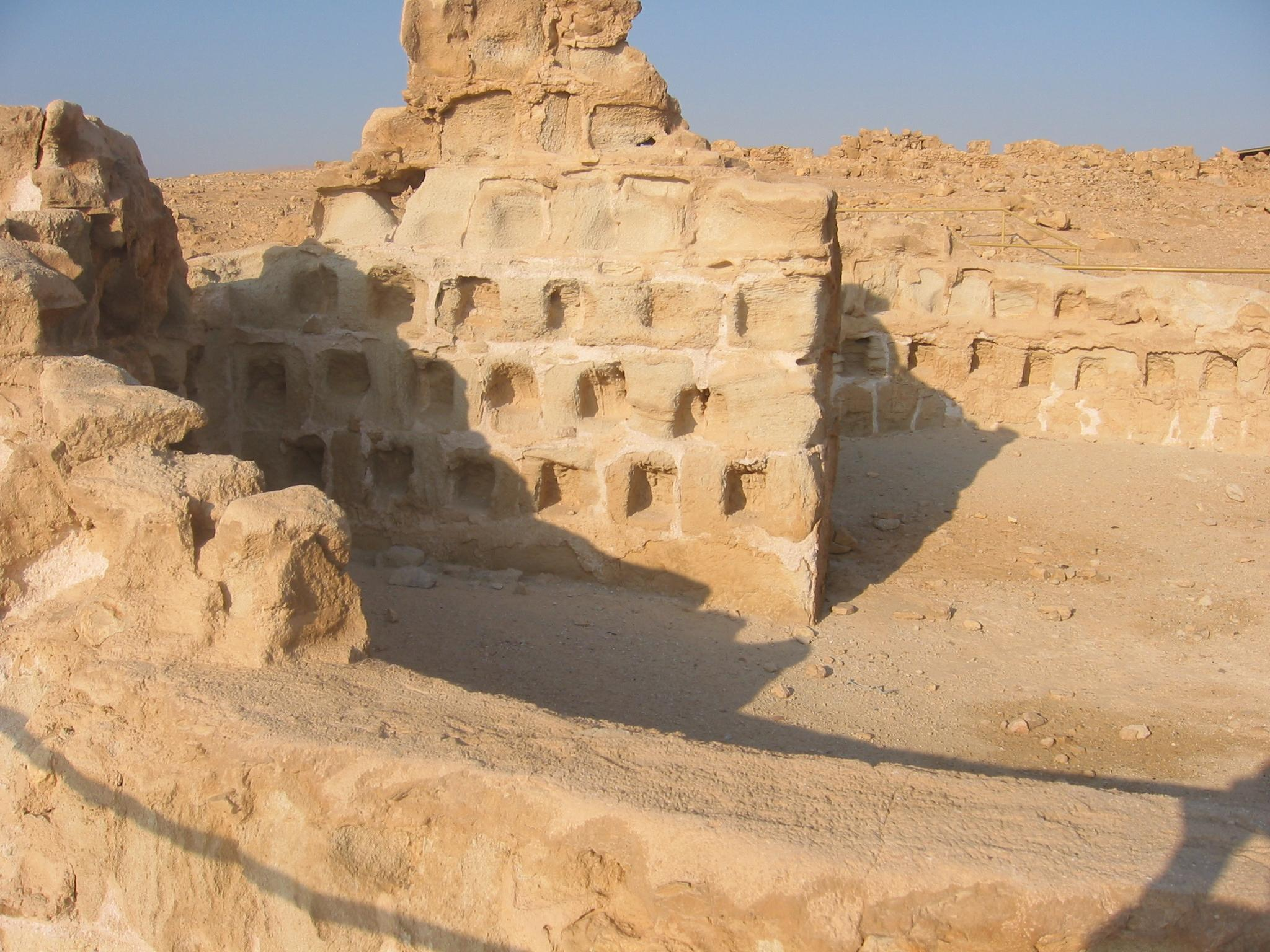
Gołębnik

Początki istnienia twierdzy sięgają okresu rządów dynastii hasmonejskiej. Wybudował ją ok. połowy II w. p.n.e. arcykapłan judejski Jonatan Machabeusz. W ciągu następych blisko stu lat twierdza nie odegrała jednak istotniejszej roli, leżała bowiem z dala od urodzajnych dolin i miast, na skraju suchej kotliny Morza Martwego.
W 40 roku p.n.e. w Masadzie schronił się Herod uciekając przed Partami. Od tego czasu upodobał sobie to miejsce i według relacji Józefa Flawiusza, jako król Judei od 37 r. p.n.e. udoskonalił jeszcze jego obronność, obawiając się najazdu ze strony egipskiej armii królowej Kleopatry. Całą wierzchowinę góry obwiedziono murem wysokości 8 m, którego grubość sięgała 6 m. Na jego obwodzie zbudowano 37 wież obronnych. W najwyższej i najbardziej niedostępnej, północnej części partii szczytowej wzniesiono pałac, broniony dodatkowo murem wewnętrznym z 4 wieżami. W skale wykuto cysterny na wodę i piwnice, w których zgromadzono zapasy żywności (zboża, oliwy, wina, suszonych owoców). Wszystko to umożliwiało stawianie czoła oblężeniu przez długi czas i czyniło twierdzę prawie niemożliwą do zdobycia.
Od 6 roku n.e. twierdza służyła jako rzymska strażnica graniczna. W roku 66 n.e. w czasie wojny żydowskiej Masadę zajęli sykariusze - najbardziej radykalny odłam zelotów. W roku 73 n.e. była ona jednym z trzech ostatnich punktów oporu przeciw Rzymianom. W twierdzy zamknęło się około tysiąca ludzi, w tym wiele kobiet i dzieci. Na czele broniących się sykariuszy stał Eleazar ben Jair. Oblężenia twierdzy podjął się Flawiusz Silwa. Brało w nim udział 5 tysięcy żołnierzy rzymskich oraz 9 tysięcy niewolników i jeńców, wykorzystywanych głównie do prac ziemnych. Dzięki nim w ciągu trzech lat usypano wysoki nasyp, na którego szczyt wciągnięto wieżę oblężniczą. Miotano z niej na twierdzę pociski kamienne i płonące żagwie.
Sytuację wewnątrz twierdzy w czasie oblężenia znana jest z relacji Józefa Flawiusza, choć nie wiadomo, na ile jego opis odpowiada prawdzie. Kiedy obrońcy dostrzegli bezcelowość dalszej obrony, zgodzili się na propozycję zbiorowego samobójstwa, wysuniętą przez ben Jaira. Każdy mężczyzna zabił żonę i dzieci, następnie wylosowano dziesięciu zelotów, którzy zabili pozostałych mężczyzn, z tych wybrano jednego, który zabił pozostałych i wreszcie popełnił samobójstwo. Pozostawione nietknięte zapasy żywności miały uświadomić Rzymianom, że nie wzięli twierdzy głodem. Flawiusz podaje liczbę 960 obrońców, którzy odebrali sobie życie. Ocalały dwie kobiety z pięciorgiem dzieci, ukryte w kanale. Po zdobyciu Masady przez jakiś czas znajdował się w niej rzymski posterunek. Potem przebywali w niej bizantyjscy mnisi (pozostały po nich szczątki kaplicy). Zostali wyniszczeni przez najazd perski lub arabski. Od VII wieku Masada nie była zasiedlona.

## Wykopaliska
Miejsce położenia Masady ustalono w roku 1842, a zakrojone na szeroką skalę prace archeologiczne prowadzono w latach 1963–1965. Prowadził je archeolog izraelski Jigael Jadin. Zasadnicze znaleziska pochodzą z okresu panowania Heroda i powstania żydowskiego.
Główne odkryte obiekty to Pałac Zachodni z salą tronową i salą przyjęć, z zachowanymi częściowo malowidłami i mozaikami, jedną z najstarszych i największych na Bliskim Wschodzie łaźni, zbudowaną wedle wzorów rzymskich (z podgrzewaną wodą), Wielki Pałac Północny, a także łaźnia rytualna (mykwa) i najstarsza znana synagoga z obszaru Palestyny, zbudowana przez Heroda, z kamiennymi siedziskami dodanymi przez zelotów. Na terenie łaźni znaleziono monety z roku 66, strzały, srebrne płytki z pancerza, fragmenty odzieży, a także kilka szkieletów obrońców, co w znacznym stopniu potwierdza relację Józefa Flawiusza. W magazynach znaleziono ponadto rozbite naczynia gliniane, służące do przechowywania zapasów. Naczynia pochodziły z czasów Heroda, natomiast bardzo liczne inskrypcje znalezione na ostrakach, a także na dzbanach na wino zawierały datę produkcji i dzięki temu wiadomo, że wykonali je sami sykariusze.
Znaleziono także fragmenty papirusowych i pergaminowych zwojów z tekstami biblijnymi i pozabiblijnymi, głównie o charakterze apokryficznym. Dwa rękopisy porównywalne są ze słynnymi tekstami znalezionymi w Qumran, co pomogło datować powstanie zwojów kumrańskich.
W latach 1963–1965 znaleziono nasiona palmy daktylowej (Matuzalem), z których jedno wykiełkowało. Zagadką archeologiczną jest fakt, że dotychczas nie odnaleziono miejsca pochówku ciał samobójców.

## Znaczenie
Masada jest symbolem heroicznego oporu do samego końca. Zwłaszcza dla Izraelczyków stanowi symbol heroicznej walki. Na jej ruinach izraelscy żołnierze składają przysięgę wojskową, wypowiadając słowa „Masada nigdy więcej nie zostanie zdobyta”.
Jest również częstym przykładem w dyskusji nad aksjologią wyborów ludzkich – konieczności uświęcenia życia lub możliwości odebrania go sobie.